# Орхуський протокол про стійкі органічні забруднювачі
Протоко́л про стійкі́ органі́чні забру́днювачі до Конве́нції про транскордо́нне забру́днення пові́тря на вели́кі ві́дстані (неофіційно О́рхуський протоко́л про стійкі́ органі́чні забру́днювачі) — протокол 1998 року про стійкі органічні забруднювачі (СОЗ), є доповненням до Женевської конвенції про транскордонне забруднення повітря на великі відстані (LRTAP) 1979 року. Протокол спрямований на «контроль, скорочення або усунення скидів, викидів і втрат стійких органічних забруднювачів» у Європі, деяких країнах колишнього Радянського Союзу та Сполучених Штатах, щоб зменшити їхні транскордонні потоки з метою захисту здоров'я людини та навколишнього середовища. від несприятливих впливів.
Авторами та промоутерами Протоколу була Європейська економічна комісія ООН (ЄЕК ООН), яка на той час об'єднувала 53 країни-члени та альянси. До протоколу були внесені зміни 18 грудня 2009 року, але доповнена версія ще не набула чинності.
Станом на травень 2013 року протокол ратифікувала 31 держава та Європейський Союз.
У Сполучених Штатах протокол є виконавчою угодою, яка не вимагає схвалення Сенату. Однак потрібне законодавство, щоб усунути невідповідності між положеннями протоколу та наявними законами США (зокрема Законом про контроль над токсичними речовинами та Федеральним законом про інсектициди, фунгіциди та родентициди).

## Речовини
У протоколі CLRTAP POPs містяться такі речовини. Документ зосереджується на списку з 16 речовин, які були виділені відповідно до узгоджених критеріїв ризику (зокрема, одинадцять пестицидів, два промислові хімікати та три побічні продукти/забруднювачі). Протокол визначив умови для належної утилізації відходів, які вважаються забороненими та обмеженими, включаючи медичні товари.
| Речовина                           | Включення             |
| ---------------------------------- | --------------------- |
| Алдрин                             | Оригінально включений |
| Хлордан                            | Оригінально включений |
| Дільдрин                           | Оригінально включений |
| Ендрин                             | Оригінально включений |
| Гептахлор                          | Оригінально включений |
| Гексахлорбензол                    | Оригінально включений |
| Мірекс                             | Оригінально включений |
| Токсафен                           | Оригінально включений |
| Поліхлоровані дифеніли             | Оригінально включений |
| ДДТ                                | Оригінально включений |
| ПХДД / ПХДФ                        | Оригінально включений |
| Хлордекон                          | Оригінально включений |
| Гексахлорциклогексани              | Оригінально включений |
| Гексабромдифеніл                   | Оригінально включений |
| Поліциклічні ароматичні вуглеводні | Оригінально включений |
| Пентабромдифеніловий ефір          | Визнали               |
| Октабромдифеніловий ефір           | Визнали               |
| Пентахлорбензол                    | Визнали               |
| ПФОС                               | Визнали               |
| Гексахлорбутадієн                  | Визнали               |
| PCN                                | Визнали               |
| SCCP                               | Визнали               |